# Alois Schubert
Alois Schubert (ur. 1914, zm. ?) – zbrodniarz hitlerowski, członek załogi obozu koncentracyjnego Flossenbürg i SS-Obersturmführer.
Członek Waffen-SS, należał do załogi Flossenbürga od 1942 do 1945 roku. Był wówczas kierownikiem obozowych kamieniołomów i fabryki Messerschmitta, w której pracowali więźniowie. Schubert był współodpowiedzialny za zbrodnie popełnione na podległych mu więźniach.
W pierwszym procesie załogi Flossenbürga Alois Schubert został skazany na karę śmierci przez amerykański Trybunał Wojskowy w Dachau. Wyrok zamieniono jednak w akcie łaski na dożywotnie pozbawienie wolności.